# Čaić
Čaić är en ort i Bosnien och Hercegovina.   Den ligger i entiteten Federationen Bosnien och Hercegovina, i den sydvästra delen av landet, 120 km väster om huvudstaden Sarajevo. Čaić ligger 714 meter över havet och antalet invånare är 416.
Terrängen runt Čaić är varierad. Närmaste större samhälle är Orguz, 9,3 km sydost om Čaić. 
Omgivningarna runt Čaić är en mosaik av jordbruksmark och naturlig växtlighet. Runt Čaić är det ganska tätbefolkat, med 80 invånare per kvadratkilometer.